# Михайловка (Нерчинсько-Заводський район)
Миха́йловка (рос. Михайловка) — село у складі Нерчинсько-Заводського району Забайкальського краю, Росія. Адміністративний центр Михайловського сільського поселення.

## Населення
Населення — 717 осіб (2010; 771 у 2002).
Національний склад (станом на 2002 рік):
- росіяни — 99 %